# Passiflora biflora
Passiflora biflora Lam. – gatunek rośliny z rodziny męczennicowatych (Passifloraceae Juss. ex Kunth in Humb.). Występuje naturalnie w Stanach Zjednoczonych (Floryda), Meksyku, na Karaibach, w Ameryce Centralnej, Kolumbii oraz Wenezueli. 

## Morfologia

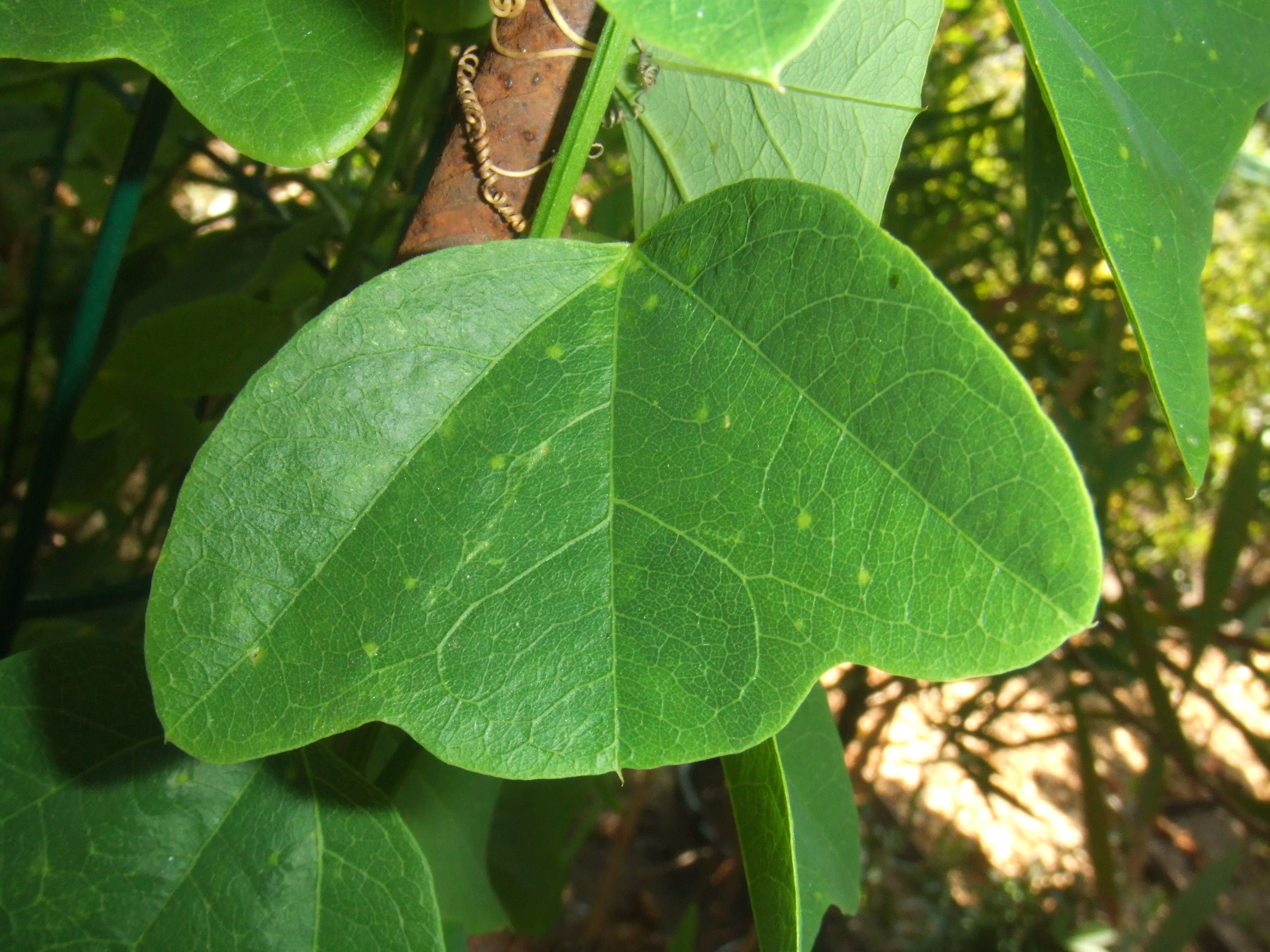
Liść

PokrójZdrewniałe, trwałe, nagie liany.
LiścieBlaszka liściowa ma podwójnie klapowany kształt. Nasada liścia jest ścięta. Mają 2–6 cm długości oraz 2–10 cm szerokości. Są całobrzegie. Wierzchołek jest ścięty. Ogonek liściowy jest nagi i ma długość 5–10 mm. Przylistki są liniowe.
KwiatyZebrane w pary. Działki kielicha są podłużne, białawe, mają 1 cm długości. Płatki są podłużnie liniowe, białe, mają 0,8–1 cm długości. Przykoronek ułożony jest w dwóch rzędach, żółty.
OwoceSą kulistego kształtu. Mają 1,5–3,5 cm średnicy.

## Biologia i ekologia
Występuje w wiecznie zielonych lasach na wysokości do 1200 m n.p.m.